# Tamins
Tamins (rätoromanska Tumein) är en ort och kommun i regionen Imboden i kantonen Graubünden, Schweiz. Kommunen har 1 215 invånare (2023). 
Tamins ligger tio kilometer väster om kantonshuvudstaden Chur, dit merparten av den förvärvsarbetande befolkningen pendlar.
Vid slottet i ortsdelen Reichenau flyter floderna Hinterrhein och Vorderrhein samman till Rhen. 

## Språk
Språket i Tamins skiftade från rätoromanska till tyska redan under medeltiden.

## Religion
I samband med reformationen, 1540, lämnade Tamins katolicismen.